# Ökumenisches Netzwerk Jugendkirchen
Das Ökumenische Netzwerk Jugendkirchen ist ein Zusammenschluss von Jugendkirchen aus Deutschland und Österreich. Das am 14. September 2006 in Frankfurt am Main gegründete Netzwerk möchte den Jugendkirchengedanken fördern und Jugendkirchenprojekte (wechselseitig) unterstützen.

## Ziele
Das Netzwerk hat sich folgende Aufgaben gegeben:
- Entwicklung von Selbstverständnis und Standards der Mitgliedsjugendkirchen
- Lobbyarbeit für die Jugendkirchen betreiben
- konkrete Kooperation zwischen Jugendkirchen ermöglichen und initiieren
- Jugendkirchen bei der Konzeptentwicklung unterstützen
- fachlichen und kollegialen Austausch fördern
- in finanziellen Angelegenheiten beraten
- Fortbildungen und Fachtagungen organisieren

## Organe
Außer den Mitgliedsjugendkirchen hat das Netzwerk auch noch einen Sprecherkreis, der aus vier Personen besteht. Der Sprecherkreis soll paritätisch im Sinne von Geschlecht und Konfession besetzt sein.
Beratend stehen dem Netzwerk die Arbeitsstelle für Jugendseelsorge der Deutschen Bischofskonferenz (afj) und die Arbeitsgemeinschaft der evangelischen Jugend in Deutschland (aej) zur Seite.

## Mitgliedsjugendkirchen
Zurzeit sind folgende Jugendkirchen Mitglieder des Ökumenischen Netzwerkes:
- Jugendkirche Stuttgart
- KANA Jugendkirche Wiesbaden
- Tabgha-Jugendkirche Oberhausen
- Jugendkirche Wien
- effata!- Jugendkirche Münster
- pray!-Jugendkirche Ibbenbüren
- Tabor-Jugendpastorales Zentrum Hannover
- Sankt Peter-Jugendkirche Frankfurt/Main
- Jugendkirche Hannover
- Jugendkirche München
- CROSSOVER Jugendkirche Limburg
- Marie-Jugendkirche Einbeck
- Jugendkirche Bad Segeberg
- Jugendkirche Mannheim
- Jugendkirche Dresden
- Jugendkirche Bocholt